# Barcelona, ciutat de fàbriques
Barcelona, ciutat de fàbriques és un llibre publicat l'any 2000 que mostra el patrimoni industrial de la ciutat de Barcelona a través de fotografies de Xavier Basiana i Jaume Orpinell i textos escrits per professors universitaris, periodistes, historiadors, arquitectes i enginyers, coordinats pel geògraf Martí Checa Artasu. En el context d'una ciutat amb una forta tradició fabril i en un moment en què la nova lògica de l'economia global ha deixat en desús bona part de l'antic patrimoni arquitectònic industrial, la discussió sobre la necessitat de gestionar d'una altra manera les antigues fàbriques i el repte de dotar-les de noves funcions socials ha tingut un pes important en el debat sobre el model urbà dels últims anys.

## Descripció
El llibre documenta uns setanta edificis industrials de Barcelona de diverses èpoques, entre els quals destaquen els Laboratoris Uriach, Mercedes Benz, Pegaso, Hispano Olivetti i Galletas Montes. Alguns, com el de SEAT, ja no existeixen, convertits en habitatges. D'altres, com La Maquinista o la Foneria Tipogràfica Neufville, es van demolir mentre es duia a terme el treball fotogràfic dels autors. I encara d'altres, com ENMASA-Mercedes Benz, palesen que, del conjunt del patrimoni industrial de la ciutat, no totes les fàbriques dels anys 1950 i 1960 han estat justament valorades.

## Història
L'elaboració del llibre es va emmarcar dins del projecte Ciutat i Fàbrica, un recorregut pel patrimoni industrial de Barcelona, que va començar el 1997 i es va plasmar en una exposició que va voltar per diversos espais de Barcelona i Catalunya del 1999 al 2002: el Col·legi d'Arquitectes de Catalunya, l'Institut Català de Tecnologia, el Museu de la Ciència i la Tècnica de Catalunya a Terrassa, la Nau Ivanow, etc. El llibre es va publicar l'any 2000 i va ser presentat a diversos llocs, entre els quals destaca la Fundació Tàpies. Algunes de les fotos que hi apareixen van passar a formar part de la col·lecció permanent del MACBA.

## Llista de fàbriques fotografiades
| - Can Xatarra - Catifes Sert - Nuevo Vulcano - Hijos de Federico Ciervo - Catalana de Gas - Naipes Comas - Casa-fàbrica Estruch - Central Vilanova - SA Damm - Can Batlló - Puntes de París Moreno Olivella - Bayer, SA - Myrurgia - Lehmann y Cía - Editorial Gustavo Gili - Editorial Salvat - Editorial Montaner i Simon | - Galletas Montes - Ca l'Aranyó - Farinera del Clot - Can Girona (MACOSA) - Can Felipa (CATEX) - Unión Metalúrgica - Hispano Olivetti - José Canela e Hijos - Palo Alto - Vapor Llull - Can Ricart - Laboratoris Uriach - Farinera La Estrella - Can Saladrigas - Colores Hispania - Can Folch - Farinera la Fama-Can Gili Vell | - Nubiola, SA - Apresto de sedería Pagès y Pagès - Vicente Illa, SA - Netol, SA - Harinera La Asunción - Bòbila Puigfel - Sederías Fábregas - Fundición Tipográfica Neufville, SA - La Sedeta - Laboratorios Grífols - Tejidos Pueyo - Vapor Vell - Casaramona - Cristalleries Planell - Mobles Climent - Central de Mata - SEAT | - Lámparas Z - La España Industrial - Can Farrero - Can Batlló-La Bordeta - Manufactures Serra i Balet - Can Fabra - Farinera La Esperanza - La Maquinista - Algodonera Canals - La Veneciana Catalana, SA - Nau Ivanow - Buenaventura Costa Font - ENMASA - Mercedes Benz - Abrasivos Debray - La Pegaso - ENASA - Ateneu de Nou Barris - Batlló i Cia |

## Llista de xemeneies fotografiades
- Can Girona (MACOSA)
- Fàbrica Santaló
- Vapor Puigmartí
- Manufacturas Cerámicas, SA - La Porcelana